# Hydropsyche silfvenii
Hydropsyche silfvenii là một loài Trichoptera trong họ Hydropsychidae. Chúng phân bố ở miền Cổ bắc.